# Arnborg Kirke
Arnborg Kirke, er en kirke ved Rind Å 15 km syd for Herning. Den er opført omkring 1200 og består af romansk kor og skib i granit samt våbenhus fra 1500-tallet. Den tårnløse kirke ligger højt, som på en bastion, oven for Rind Å. Kirkegården er delt på midten af en dyb kløft, dannet ved et voldsomt skred midt i 1800-tallet. Det fortælles, at en stor del af kirkegården drev af sted med kister i den stærke strøm i Rind Å. Døbefonten er en romansk granitfont. Kirkeklokken er fra 1710. Orgelet er fra 1958. Kirken og kirkegården er meget smukt beliggende med udsigt over ådalen tæt ved sammenløbet med Skjern Å. Byggeår 1150-1200. Kirken er åben for besøgende i dagtimerne.

## Eksterne kilder og henvisninger
- Arnborg Kirke hos KortTilKirken.dk

- Wikimedia Commons har flere filer relateret til Arnborg Kirke